# Nuvola Lavazza
La Nuvola Lavazza è la sede direzionale della Luigi Lavazza S.p.A., che comprende anche il museo, un sito archeologico, un ristorante, un bistrot, uno spazio eventi, una palestra riservata ai dipendenti, un parcheggio interrato ed una piazza giardino che funge da punto di contatto tra i diversi elementi che la compongono.
Sorge nel quartiere Aurora, a Torino ed è stata progettata dallo studio di architetti Cino Zucchi. Inaugurata nell'aprile 2018, si estende per oltre 30.000 metri quadri, è costata oltre 120 milioni di euro e dà impiego a più di 600 persone.

## Storia
Nata con l'obiettivo di riunire in un'unica sede i diversi uffici aziendali sparsi nel territorio, “La Nuvola” è stata costruita tra il 2014 e il 2018 attorno all'area compresa fra le vie Bologna e Ancona e corso Palermo, dove un tempo sorgevano diversi edifici in gran parte demoliti, un'ex centrale elettrica Enel realizzata nel 1897 dall'ingegnere torinese Ermenegildo Perin ed oggi riqualificata nello spazio eventi, la pregressa palazzina di formazione del personale ENEL, dove oggi trova sede lo IAAD di Torino.

## La struttura
Si compone di un complesso di diversi spazi ed edifici.

### Centro direzionale
È l'Headquarter della Lavazza che con i suoi uffici costituisce anche la parte più estesa della Nuvola. È un edificio multipiano con facciata a specchi dall'architettura moderna e dalle forme sinuose. Il suo interno, dalle morbide tonalità color panna, presenta il 90% degli spazi costituito da Open Space con aree quick meeting e sale riunioni tecnologiche che favoriscono il lavoro agile. Le aree dei diversi dipartimenti sono state co-progettate dai vari team di lavoro mentre gli innovativi arredi favoriscono la condivisione e l'efficienza ed offrono comfort e benessere ai dipendenti.

### La Centrale

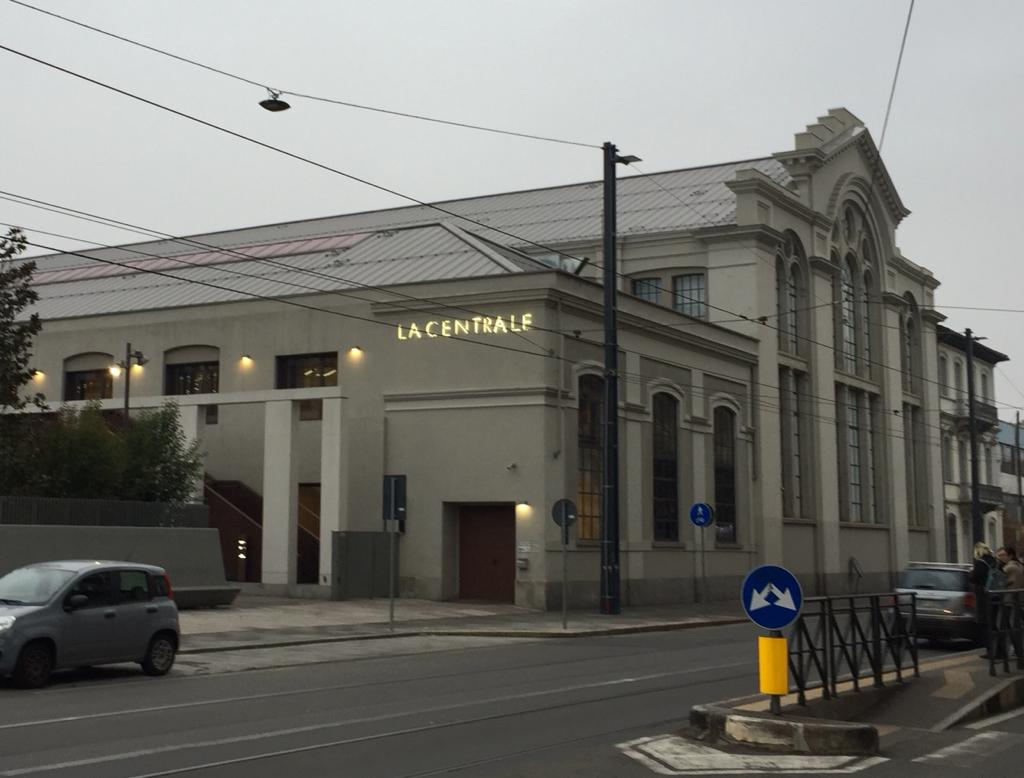
La Centrale

È l'edificio adibito a spazio eventi. Un tempo centrale elettrica dell'ENEL, la prima di Torino, dai grandi ed ingombranti macchinari, oggi è trasformata in luogo per dibattiti, congressi, attività culturali, musicali e artistiche. Si estende per circa 4.500 metri quadri ed è in grado di accogliere fino a 1000 persone.
 Nel luogo dove erano in funzione rumorosi macchinari, ora esiste un grande ambiente funzionalmente flessibile.

### Ristorante
Aperto nel giugno 2018, denominato "Condividere", si caratterizza per offrire ai suoi clienti la cucina dello chef stellato Federico Zanasi. La scenografia è di Dante Ferretti, mentre il concept reca la firma di Ferran Adrià, si sviluppa per 540 metri quadrati.

### Bistrot
È la mensa dei dipendenti Lavazza, ma è aperta a tutti. Serve ogni giorno circa 750 pasti. Si ispira alla filosofia Slow Food che ne ha curato lo sviluppo e propone un menu selezionato, ma attento alla qualità dei cibi e alla composizione nutrizionale.

### Museo Lavazza

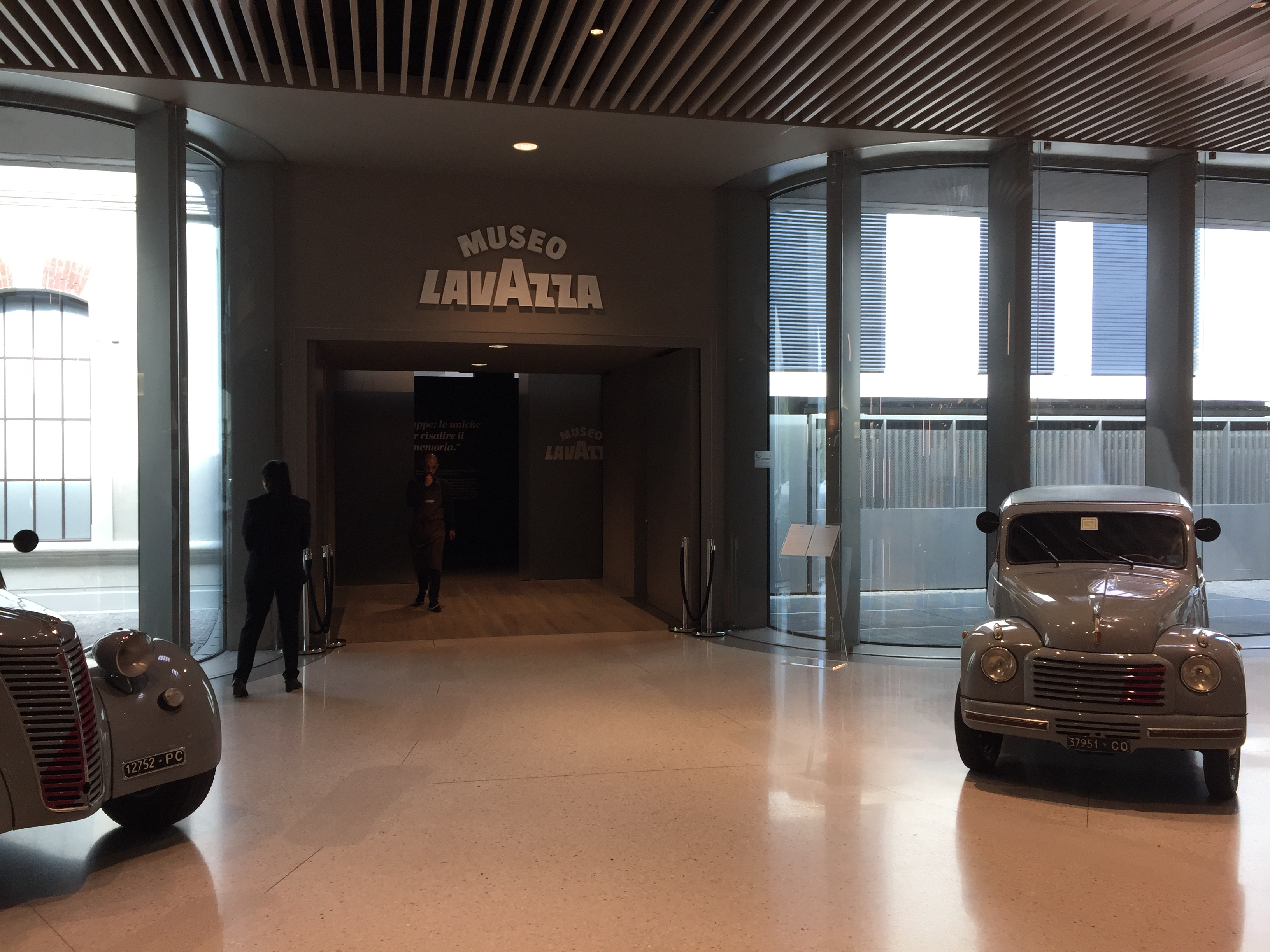
L'ingresso al museo

È stato inaugurato nel giugno 2018 ed è un museo d'impresa, ideato dal progettista americano Ralph Appelbaum, racconta la storia della famiglia Lavazza intrecciandola con quella dell'industria italiana del XX secolo e mettendo al centro di tutto il caffè.

### Archivio Storico Lavazza
Spazio in cui sono raccolte migliaia di documenti, di storie e di immagini al fine di permettere una visione chiara, completa e dettagliata della Lavazza.

### L'Area archeologica
Venuta alla luce solo nel 2014 durante i lavori di costruzione della Nuvola Lavazza, è costituita dai resti della basilica paleocristiana di San Secondo, databile attorno al IV-V secolo d.C. e da un complesso funerario anch'esso di epoca paleocristiana in cui spicca una stele funeraria del II secolo d.C. Si sviluppa in un'area semi-interrata di circa 1.600 metri quadrati ed è visibile all'esterno grazie a un'ampia vetrata a livello strada.

### Piazza giardino

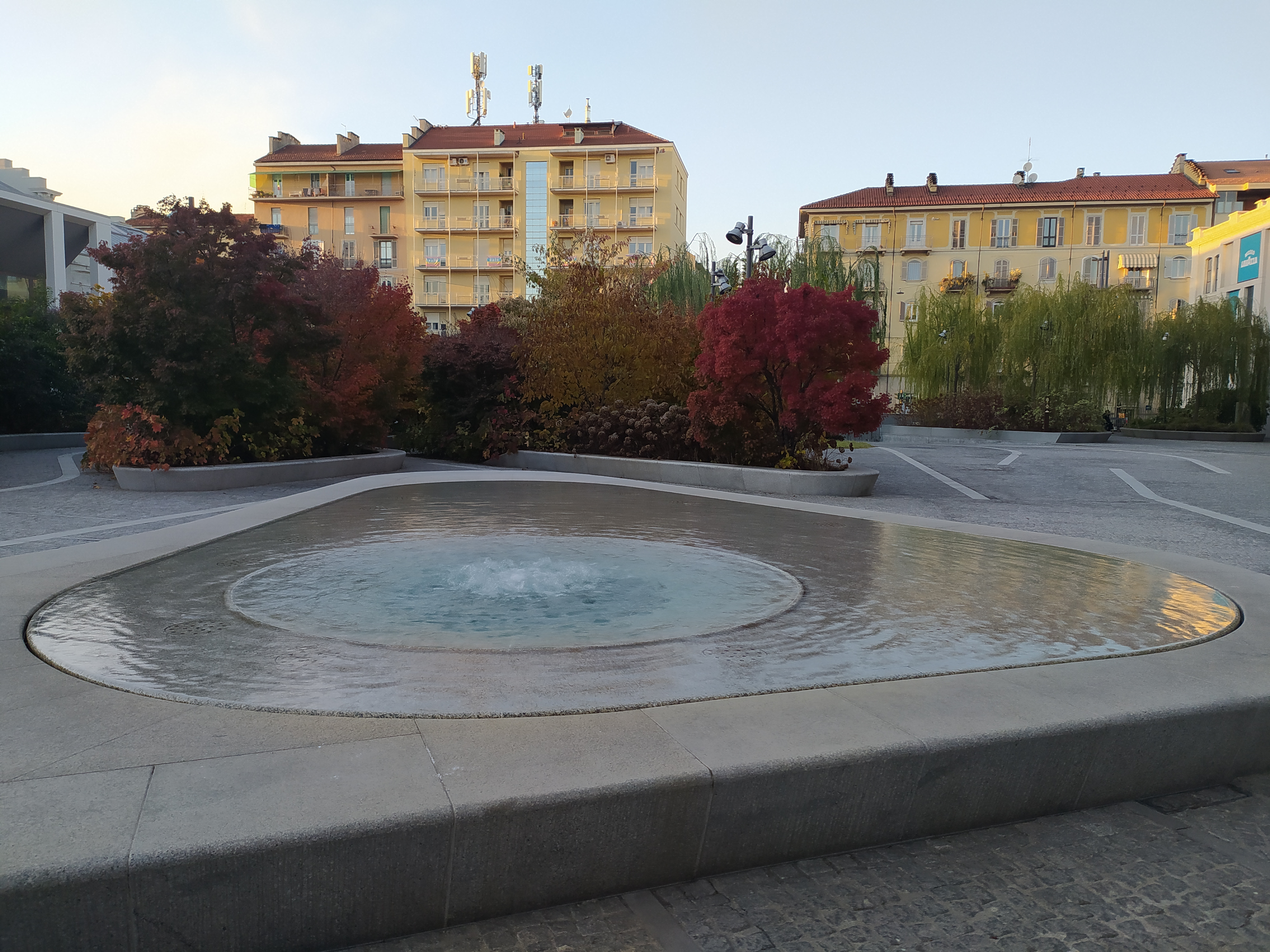
La fontana nel centro direzionale Lavazza

Progettata dalla landscape designer Camilla Zanarotti, sorge al centro del complesso ed è un punto d'incontro ideale tra i vari elementi della Nuvola.
 La piazza si caratterizza per la presenza di grandi alberi da fusto e arbusti sempreverdi; inoltre lunghe panche bianche ed una fontana in granito sardo dotata di uno speciale impianto di drenaggio a circuito chiuso completano la struttura, che è anche sede di mostre all'aperto.
 Durante le festività natalizie, la piazza viene addobbata con luci.

### Parcheggio Ancona
Gestito da GTT, è un parcheggio aperto 24 ore al giorno, interrato e automatizzato, che sorge sotto la piazza giardino della Nuvola. Ha una capacità di 156 posti auto di cui 8 riservati a disabili.